# Транспорт Лондона
Транспорт Лондона — транспортная система столицы Великобритании, города Лондон.

## Общественный

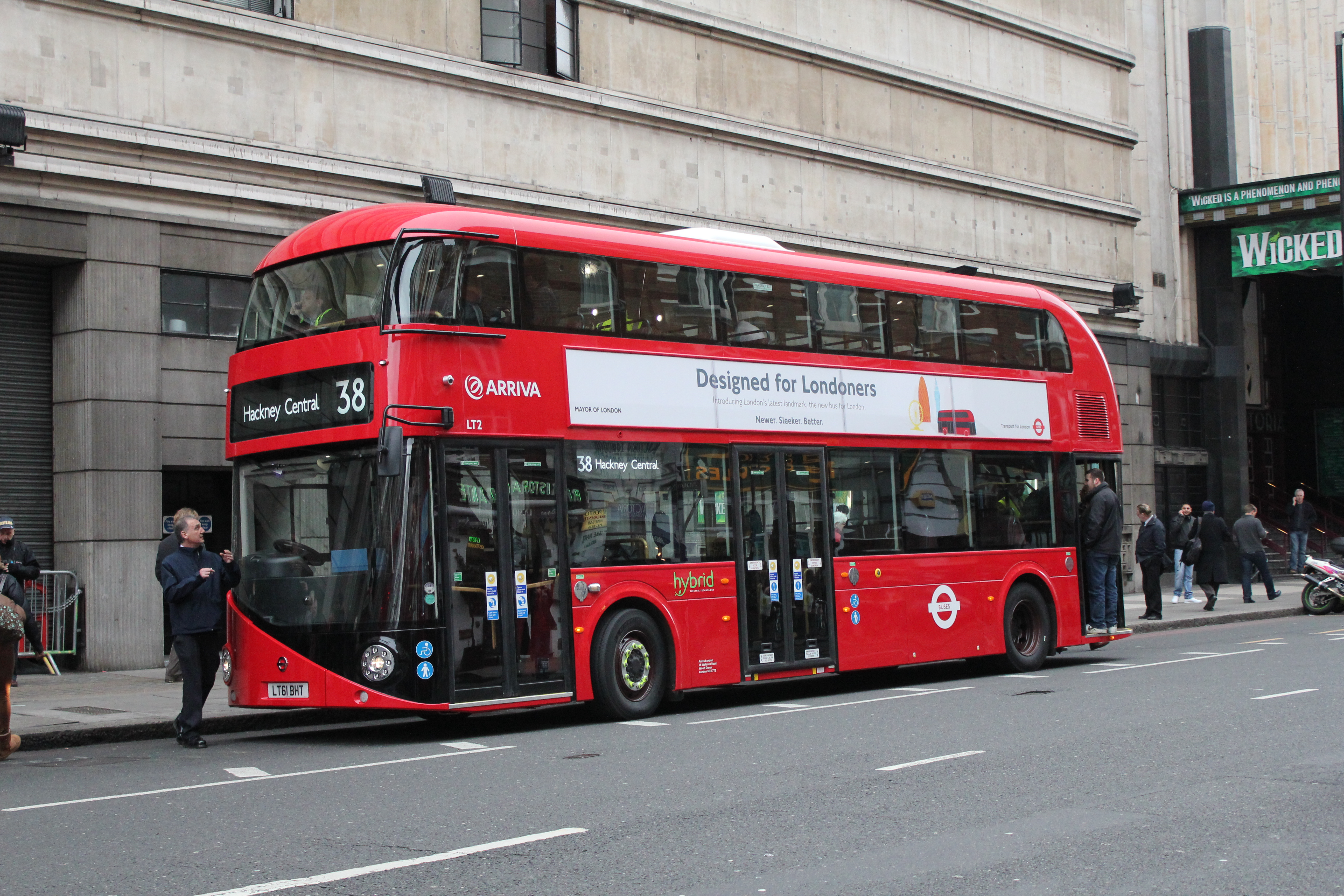
New Routemaster

Общественный транспорт города координирует муниципальная служба Transport for London (сокращённо TfL), которая эксплуатирует метро, лёгкое метро, «надземку», Елизаветинскую линию и трамваи, а также лицензирует городские такси и водный общественный транспорт.
Плата за проезд в общественном транспорте привязана к шести тарифным зонам.
Стоимость проезда в общественном транспорте Лондона выше, чем в среднем по Европе (минимальная стоимость проезда в метро в 2012 году составила около 220 руб.). 

Единый проездной билет Oyster Card действует на все виды общественного транспорта, кроме водного, с ограничениями.
Бесплатная перевозка инвалидов, не способных пользоваться обычным общественным транспортом, организована службой микроавтобусов Dial-a-Ride.
Канатная дорога через Темзу связывает полуостров Гринвич с Королевскими доками.
Прокат велосипедов в 2010 году был организован сетью самообслуживания Barclays Cycle Hire.

### Автобус
Автобусы обслуживаются частными операторами.
London Buses — подразделение Transport for London, ответственное за предоставление автобусных услуг общественного транспорта в Лондоне и окружающих его графствах.
Действует около 700 маршрутов; имеется около 50 ночных маршрутов (night bus service), обозначаемых буквой «N» перед номером маршрута.
Одним из символов Лондона является красный двухэтажный автобус. На смену знаменитым «Рутмастерам» в 2012 году пришли новые даблдекеры, работающие на электричестве и дизельном топливе.
В 2000-е годы эксплуатировались также сочленённые автобусы, которые оказались велики для узких улиц Лондона.
Центральный автовокзал «Виктория»[уточнить] обслуживает международные и междугородние автобусы.

### Метрополитен и городская железная дорога
Городской железнодорожный транспорт Лондона состоит из нескольких систем, управляемых компанией TfL и интегрированных между собой с точки зрения оплаты проезда.

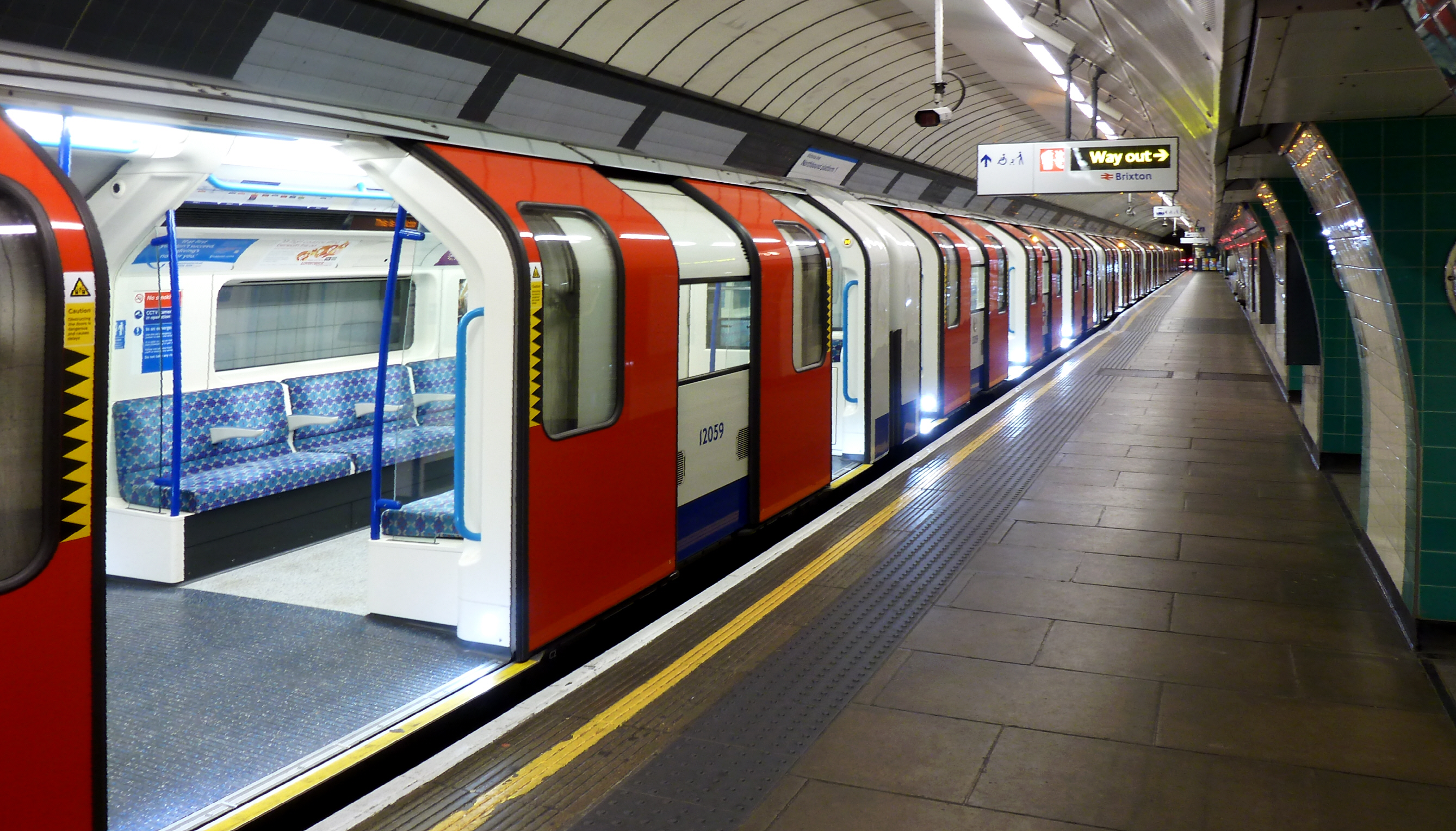
Вагон метро 2009 серии

Лондонский метрополитен является старейшим в мире, он был открыт в 1863 году. Состоит из 11 линий общей протяжённостью 402 км и 272 станций; около 55 % путей проходит над землёй. Четырнадцать станций расположены за пределами города. Ночью закрывается. В шести районах южного Лондона метро отсутствует.
Перевозит около миллиарда пассажиров в год, уступая по этому показателю метрополитенам Москвы и Парижа.

Доклендское лёгкое метро (DLR) было открыто в 1987 году. Расположено к востоку от центра города на обоих берегах Темзы. Состоит из 45 станций, общая длина путей, проложенных в основном по земле и эстакадам, составляет 34 км. Поезда из трёх вагонов ходят без машинистов и управляются компьютером из центральной диспетчерской.

Лондонская надземка (London Overground) представляет собой городскую электричку, связывающую районы Лондона и северный пригород Хартфордшир. Поезда состоят из двух и четырёх вагонов. Состоит из 6 линий общей длиной 167 км и 113 станций. Развита преимущественно к северу от Темзы за пределами центра, в южном Лондоне доходит до района Кройдон.

Линия Элизабет, открытая в 2022 году и названная в честь королевы Елизаветы, представляет собой скоростную железную дорогу, пересекающую Лондон с запада на восток, разветвляющуюся ближе к концам и проходящую через центр Лондона под землёй.
Кроме того, в черте Лондона действуют поезда National Rail.

### Трамвай
Ранее разветвлённая трамвайная система в Лондоне действовала до 1952 года.

Трамвайная система Tramlink, действующая в районе Кройдон, была открыта в 2000 году. Состоит из 4 маршрутов общей длиной 28 км.

## Такси
Такси в городе двух видов: классические кэбы, один из символов Лондона, которые можно поймать на улице, и мини-кэбы, заказать их можно только по предварительному вызову.

## Водный
Речное сообщение на Темзе осуществляется с 22 пассажирских причалов от Хэмптон-корта на западе до Вулвича на востоке.

Систему городских водных маршрутов London River Services (LRS) обслуживают частные операторы. 
Речные трамваи на Темзе Thames Clippers (сейчас именуется Uber Boat by Thames Clippers, спонсируется Uber) курсируют между восточным и центральным Лондоном; в среднем ежедневно перевозят 10 тыс. пассажиров.
- порт Лондон — речной и морской порт Великобритании в эстуарии реки Темзы в бассейне Северного моря.
- речной порт на месте Лондонского Пула существовал с момента основания Лондона римлянами в I веке, и в течение столетий примыкал к Сити.

## Автомобильный
Лондон имеет три кольцевые автодороги, две из которых расположены внутри города, а автомагистраль M25 — за его пределами.
Из Лондона, от собора Святого Павла, начинается шоссе A1 — самая длинная нумерованная автодорога Великобритании.
За въезд в центр города, ограниченный Внутренней кольцевой дорогой, в 2003 году была установлена плата с автоматическим распознаванием автомобильных номеров при помощи видеокамер.
С 2008 года большая часть Лондона вошла в «зону низких выбросов», которая предусматривает плату для автотранспортных средств, не отвечающих требованиям по выбросам вредных веществ в атмосферу.

## Железнодорожный

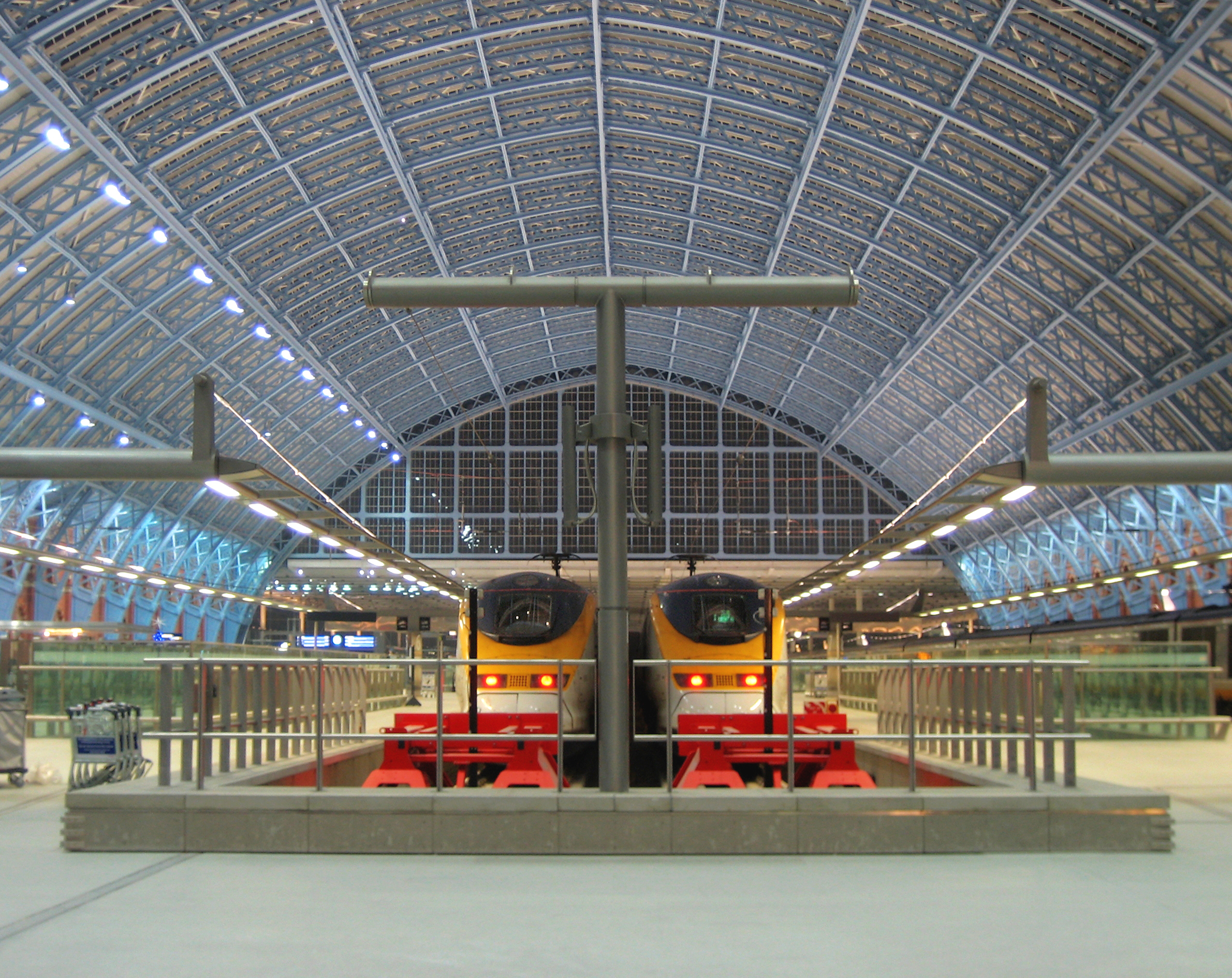
Международный вокзал Сент-Панкрас

Общая протяжённость всех наземных железных дорог, включая внутригородской транспорт, в пределах Лондона превышает 740 км.
Национальный оператор Network Rail владеет железнодорожными путями, не относящимися к Transport for London, и самостоятельно управляет крупнейшими вокзалами. Пригородные и междугородние перевозки осуществляют частные компании.
Вокруг центральной части города расположено 13 центральных вокзалов, которые в большинстве своём являются конечными железнодорожными станциями:
Ватерлоо (первый по загруженности железнодорожный вокзал в Великобритании),
Виктория (второй по загруженности железнодорожный вокзал в Великобритании),
Лондон-бридж,
Ливерпуль-стрит,
Юстон,
Чаринг-Кросс,
Паддингтон,
Сент-Панкрас,
Кэннон-стрит,
Кингс-Кросс,
Фенчёрч-стрит,
Мэрилебон и
Мургейт. 
Вокзалы обслуживают разные направления поездов, с международного вокзала Сент-Панкрас отправляются высокоскоростные поезда сети «Eurostar», на Париж и Брюссель.
- маршрут Thameslink[англ.], который обеспечивает соединение с аэропортом Гатвик, аэропортом Лутон и Crossrail

## Воздушный
Лондон имеет 6 аэропортов, два из которых, Хитроу и Сити, расположены в черте города. Город признан (на 2010 год) крупнейшей агломерацией мира по объёму пассажирских авиаперевозок.
- Хитроу (англ. London Heathrow Airport; IATA: LHR, ICAO: EGLL, FAA LID: EGLL) — крупнейший международный аэропорт города Лондона. Считается вторым по загруженности пассажирским аэропортом в мире, и первым в Европе. Расположен в 24 км к западу от центрального Лондона. Включает 5 пассажирских терминалов и один грузовой. Последний, 5-й терминал, открыт 14 марта 2008 года королевой Елизаветой II.
- Гатвик (англ. Gatwick Airport; IATA: LGW, ICAO: EGKK) — второй по размеру аэропорт Лондона и второй по загруженности аэропорт Великобритании после Хитроу. Это самый загруженный в мире аэропорт с одной взлётно-посадочной полосой. Находится в Кроли, Западный Сассекс, в 5 км к северу от центра города, в 46 км к югу от Лондона.
- Станстед (англ. London Stansted Airport; IATA: STN, ICAO: EGSS) — крупный пассажирский аэропорт с одной взлётно-посадочной полосой, является хабом ряда европейских лоу-кост-авиакомпаний. Расположен в районе Атлсфорд в английском графстве Эссекс в 48 км на северо-восток от Лондона.
- Лутон (англ. London Luton Airport, IATA: LTN, ICAO: EGGW) — международный аэропорт, находящийся на окраине города Лутон, Бедфордшир, в 48 км к северу от Лондона.
- Лондон-Сити (англ. London City Airport, IATA: LCY, ICAO: EGLC) — аэропорт с единственной полосой, предназначенной для использования самолётов с коротким взлётом и посадкой, обслуживающий преимущественно деловые районы Лондона. Расположен в районе Доклендс, Ньюэм, в Восточном Лондоне и был построен компанией Mowlem в 1986—1987 годах.
- Саутенд (англ. London Southend Airport, IATA: SEN, ICAO: EGMC) — региональный аэропорт в графстве Эссекс, в 58 км к востоку от центрального Лондона.

Аэропорты связаны с центром Лондона поездами и аэроэкспрессами железной дороги, а аэропорт Хитроу также и линией метро.